# Битва под Турском
Битва под Турском — сражение между монгольскими и польскими войсками, произошедшее 13 февраля 1241 года вблизи деревни Турско-Вельке в ходе  Первого монгольского вторжения в Польшу.

## Предыстория
В январе 1241 года монгольские войска вступили на территорию Польши. Отряд под предводительством Байдара через Люблин и Завихост дошёл до Сандомира, который пал в один день с битвой.

## Ход битвы
Согласно Яну Длугошу, в результате первой атаки полякам удалось заставить монголов отступить, а также освободить монгольских пленников. Однако вскоре оказалось, что это была лишь стратегическая уловка монголов, направленная на нарушение боевого порядка противника. Монгольская конница перешла в атаку, преодолела тяжело бронированных малопольских рыцарей и нанесла польским войскам поражение. При этом поляки понесли большие потери.